# Exile on Main St.
Еxile on Main St. је дванаести студијски албум енглеског рокенрол састава Ролингстонс, издат у мају 1972. године. Најпознатије песме са овог албума су "Tumbling Dice", "All Down The Line", "Happy" i "Rip This Joint". Магазин Ролинг стоун је уврстио албум на 7. место 500 највећих албума свих времена.

## Списак песама
1. "Rocks Off" – 4:31
2. "Rip This Joint" – 2:22
3. "Shake Your Hips" – 2:59
4. "Casino Boogie" – 3:33
5. "Tumbling Dice" – 3:45
6. "Sweet Virginia" – 4:27
7. "Torn and Frayed" – 4:17
8. "Sweet Black Angel" – 2:54
9. "Loving Cup" – 4:25
10. "Happy" – 3:04
11. "Turd on the Run" – 2:36
12. "Ventilator Blues" – 3:24
13. "I Just Want to See His Face" – 2:52
14. "Let It Loose" – 5:16
15. "All Down the Line" – 3:49
16. "Stop Breaking Down" – 4:34
17. "Shine a Light" – 4:14
18. "Soul Survivor" – 3:49

## Извођачи
- Мик Џегер - главни вокал, гитара
- Кит Ричардс - гитара, вокал
- Мик Тејлор - гитара
- Чарли Вотс - бубњеви
- Бил Вајман - бас-гитара

## Гости на албуму
- Ијан Стјуарт – клавијатуре
- Ники Хопкинс – клавијатуре
- Боби Киз – саксофон
- Били Престон – оргуље